# Aranjuez
Aranjuez este un oraș în Spania, situat la 48 km sud de Madrid, în Comunitatea autonomă Madrid. În 2007 orașul avea o populație de 49.420 de locuitori.
Peisajul cultural din Aranjuez a fost înscris în anul 2001 pe lista patrimoniului cultural mondial UNESCO.